# بخش سالت کریک (شهرستان هولمز، اوهایو)
بخش سالت کریک (به انگلیسی: Salt Creek Township) یک منطقهٔ مسکونی در ایالات متحده آمریکا است که در شهرستان هولمز، اوهایو واقع شده‌است.
 بخش سالت کریک ۷۷٫۴ کیلومتر مربع مساحت و ۴٬۲۵۲ نفر جمعیت دارد و ۳۳۵ متر بالاتر از سطح دریا واقع شده‌است.